# Finale du Grand National du trot
Finale du Grand National du trot är ett travlopp för 5- till 10-åriga varmblodare som har sprungit in minst 80 000 euro. Loppet körs på Vincennesbanan utanför Paris i Frankrike varje år i december. Loppet har körts sedan 1982, och körs över distansen 2850 meter med fransk voltstart. Förstapris i loppet är 58 500 euro. Det är ett Grupp 2-lopp, det vill säga ett lopp av näst högsta internationella klass.

## Vinnare
| År   | Häst               | Efter              | Kusk                  | Tränare              | Tid    |
| ---- | ------------------ | ------------------ | --------------------- | -------------------- | ------ |
| 2024 | It's A Dollarmaker | Saxo de Vandel     | Éric Raffin           | Sébastien Guarato    | 1'11"2 |
| 2023 | Gaspar d'Angis     | Quaro              | Éric Raffin           | Jean-Michel Baudouin | 1'12"9 |
| 2022 | Gently de Muze     | Perlando           | Jean-Michel Bazire    | Jean-Michel Bazire   | 1'13"3 |
| 2021 | Cleangame          | Ouragan de Celland | Jean-Michel Bazire    | Jean-Michel Bazire   | 1'12"0 |
| 2020 | Elie de Beaufour   | Royal Dream        | Jean-Michel Bazire    | Jean-Michel Bazire   | 1'12"6 |
| 2019 | Cleangame          | Ouragan de Celland | Éric Raffin           | Jean-Michel Bazire   | 1'11"5 |
| 2018 | Blé du Gers        | Quinoa du Gers     | Alexandre Abrivard    | Jean-Michel Bazire   | 1'12"2 |
| 2017 | Bel Avis           | Ganymède           | Jean-Michel Bazire    | Jean-Michel Bazire   | 1'14"4 |
| 2016 | Aubrion du Gers    | Memphis du Rib     | Jean-Michel Bazire    | Jean-Michel Bazire   | 1'13"4 |
| 2015 | Ulster Perrine     | Ténor de Baune     | Franck Nivard         | Jean-Michel Baudouin | 1'12"8 |
| 2014 | Voltigeur de Myrt  | Opus Viervil       | Gabriele Gelormini    | Roberto Donati       | 1'13"5 |
| 2013 | Treskool du Caux   | Kool du Caux       | Franck Nivard         | Fabrice Souloy       | 1'14"3 |
| 2012 | Roi Vert           | Achille            | Jean-Michel Bazire    | Jean-Michel Bazire   | 1'13"9 |
| 2011 | Quif de Villeneuve | Coktail Jet        | Dominik Locqueneux    | Franck Leblanc       | 1'13"6 |
| 2010 | Rapide Lebel       | Ginger Somolli     | Éric Raffin           | Sébastien Guarato    | 1'14"7 |
| 2009 | Oasis Gédé         | Buvetier d'Aunou   | Tony Le Beller        | Jean-Michel Baudouin | 1'16"  |
| 2008 | Oasis Gédé         | Buvetier d'Aunou   | Tony Le Beller        | Jean-Michel Baudouin | 1'13"9 |
| 2007 | Nimrod Borealis    | Arnaqueur          | Matthieu Abrivard     | Loïc-Désiré Abrivard | 1'13"  |
| 2006 | Mirage du Goutier  | Arnaqueur          | Yves Dreux            | Karim Hawas          | 1'13"8 |
| 2005 | Kito du Vivier     | Quito de Talonay   | Joseph Verbeeck       | Franck Boismartel    | 1'12"8 |
| 2004 | Kazire de Guez     | Udo de Touraine    | Jean-Michel Bazire    | Jean-Michel Bazire   | 1'14"1 |
| 2003 | Général du Lupin   | Lutin d'Isigny     | Jean-Michel Bazire    | Jean-Paul Marmion    | 1'13"8 |
| 2002 | Général du Lupin   | Lutin d'Isigny     | Jean-Michel Bazire    | Jean-Paul Marmion    | 1'13"9 |
| 2001 | Hirosaka           | Jet du Vivier      | Nicolas Roussel       | Alain Roussel        | 1'14"8 |
| 2000 | Farnèse            | Mon Ouiton         | Pierre Levesque       | Pierre Levesque      | 1'14"8 |
| 1999 | Draga              | Polstock           | Michel Lenoir         | Michel Lenoir        | 1'14"3 |
| 1998 | Euro Ringeat       | Seingeur Ringeat   | Guy Verva             | Théophile Loncke     | 1'15"9 |
| 1997 | Danseur Magic      | Off Gy             | Pierre Vercruysse     | Pierre Vercruysse    | 1'15"  |
| 1996 | Cygnus d'Odyssée   | Workaholic         | Jean-Philippe Dubois  | Jean-Philippe Dubois | 1'16"2 |
| 1995 | Cèdre du Vivier    | Hêtre Vert         | Jean-Pierre Thomain   | Jean-Yves Lécuyer    | 1'16"  |
| 1994 | Uno Atout          | Istraéki           | Nicolas Roussel       | Alain Roussel        | 1'16"6 |
| 1993 | Uno Atout          | Istraéki           | Nicolas Roussel       | Alain Roussel        | 1'16"0 |
| 1992 | Vrai Lutin         | Lutin d'Isigny     | Jean-Pierre Viel      | Jean-Pierre Viel     | 1'16"0 |
| 1991 | Tabac Blond        | Kidy               | Bernard Bédeloup      | Bernard Bédeloup     | 1'16"6 |
| 1990 | Seddouk Super      | Galant de Sassy    | Ulf Nordin            | Ulf Nordin           | 1'17"1 |
| 1989 | Quellou            | Bellouet           | Pierre Levesque       | Henri Levesque       | 1'19"7 |
| 1988 | Queila Gédé        | Gazon              | Roger Baudron         | Roger Baudron        | 1'17"0 |
| 1987 | Poroto             | Esquirol           | Louis Boulard         | Louis Boulard        | 1'17"5 |
| 1986 | Narisso            | Quito              | Jean-René Gougeon     | Jean-René Gougeon    | 1'18"1 |
| 1985 | Navigo             | Elpenor            | Roger Baudron         | Roger Baudron        | 1'19"4 |
| 1984 | Major de Brion     | Mitsouko           | Michel Roussel        | Jean-Lou Peupion     | 1'18"1 |
| 1983 | Kémilla            | Beauséjour II      | Gilles Baudron        | Gilles Baudron       | 1'20"1 |
| 1982 | Lurabo             | Ura                | Michel-Marcel Gougeon | Jean-Lou Peupion     | 1'18"3 |